# Soave
Soave é uma comuna italiana da região do Vêneto, província de Verona, com cerca de 6.450 habitantes. Estende-se por uma área de 22,67 km², tendo uma densidade populacional de 293 hab/km². Faz fronteira com Belfiore, Cazzano di Tramigna, Colognola ai Colli, Montecchia di Crosara, Monteforte d'Alpone, San Bonifacio.

## Demografia
| Variação demográfica do município entre 1861 e 2011                               |
|                                                                                   |
| Fonte: Istituto Nazionale di Statistica (ISTAT) - Elaboração gráfica da Wikipedia |